# Duncan Lamont
Duncan Lamont, all'anagrafe Duncan William Ferguson Lamont (Lisbona, 17 giugno 1918 – Royal Tunbridge Wells, 19 dicembre 1978), è stato un attore britannico.

## Biografia
Cresciuto in Scozia, Duncan Lamont ebbe una lunga e fortunata carriera cinematografica e televisiva in produzioni britanniche. Esordì sul grande schermo all'inizio degli anni cinquanta con un ruolo nella commedia Lo scandalo del vestito bianco (1951), e l'anno successivo apparve nella commedia in costume La carrozza d'oro (1952), una coproduzione italo-francese diretta dal regista Jean Renoir, in cui Lamont interpretò il ruolo di Ferdinando, viceré di una colonia spagnola in Sudamerica, che corteggia la primadonna (Anna Magnani) di una compagnia itinerante di attori italiani della commedia dell'arte.
Lamont si specializzò in ruoli di carattere, molti dei quali di militare e di uomo di legge, in numerosi film britannici, tra cui sono da ricordare Il cargo della violenza (1955), accanto a Peter Finch e Anthony Steel, I 39 scalini (1959), Assassinio al galoppatoio (1963), e in kolossal come Ben Hur (1959), in un ruolo non accreditato, e Gli ammutinati del Bounty (1962). Recitò in avventure in costume come L'arciere del re (1955) e La nave del diavolo (1964), nella commedia sofisticata Arabesque (1966), e in film bellici quali La battaglia segreta di Montgomery (1958) e I lunghi giorni delle aquile (1969).
Lamont fu attivo anche sul piccolo schermo, ove dal 1958 al 1960 ebbe un ruolo ricorrente nella serie western statunitense The Texan, accanto a Rory Calhoun. Per la televisione britannica, nel 1953 interpretò il ruolo dell'astronauta Victor Carroon nel rivoluzionario serial di fantascienza The Quatermass Experiment. Negli anni sessanta recitò invece nel film L'astronave degli esseri perduti, tratto dalla serie televisiva Quatermass and the Pit e realizzato dalla Hammer Film Productions, casa di produzione per cui l'attore lavorò anche in due pellicole horror, La rivolta di Frankenstein (1964) e La maledizione dei Frankenstein (1967), entrambe al fianco di Peter Cushing. Apparve anche in altre celebri serie televisive, come Dixon of Dock Green (1964-1968), Agente speciale (1969), Attenti a quei due (1971), Doctor Who (1974). 
Sposato all'attrice britannica Patricia Driscoll, Lamont morì improvvisamente nel 1978, per un attacco di cuore, all'età di 60 anni, mentre stava partecipando alle riprese in esterni di un episodio della serie di fantascienza Blake's 7.

## Filmografia parziale

### Cinema
- Lo scandalo del vestito bianco (The Man in the White Suit), regia di Alexander Mackendrick (1951)
- La carrozza d'oro (La Carrosse d'or), regia di Jean Renoir (1952)
- The Intruder, regia di Guy Hamilton (1953)
- Il cargo della violenza (Passage Home), regia di Roy Ward Baker (1955)
- L'arciere del re (Quentin Durward), regia di Richard Thorpe (1955)
- Verso la città del terrore (A Tale of Two Cities), regia di Ralph Thomas (1958)
- La battaglia segreta di Montgomery (I Was Monty's Double), regia di John Guillermin (1958)
- I 39 scalini (The 39 Steps), regia di Ralph Thomas (1959)
- Ben Hur, regia di William Wyler (1959)
- Quasi una truffa (A Touch of Larceny), regia di Guy Hamilton (1960)
- Battaglia di spie (Circle of Deception), regia di Jack Lee (1960)
- Le guardie della regina (The Queen's Guards), regia di Michael Powell (1961)
- Gli ammutinati del Bounty (Mutiny on the Bounty), regia di Lewis Milestone (1962)
- Assassinio al galoppatoio (Murder at the Gallop), regia di George Pollock (1963)
- Lama scarlatta (The Scarlet Blade), regia di John Gilling (1963)
- La rivolta di Frankenstein (The Evil of Frankenstein), regia di Freddie Francis (1964)
- La nave del diavolo (The Devil-Ship Pirates), regia di Don Sharp (1964)
- Il bandito di Kandahar (The Brigand of Kandahar), regia di John Gilling (1965)
- Arabesque, regia di Stanley Donen (1966)
- Creatura del diavolo (The Witches), regia di Cyril Frankel (1966)
- La maledizione dei Frankenstein (Frankenstein Created Woman), regia di Terence Fisher (1967)
- L'astronave degli esseri perduti (Quatermass and the Pit), regia di Roy Ward Baker (1967)
- Le disavventure di un guardone (Decline and Fall... of a Birdwatcher), regia di John Krisch (1968)
- I lunghi giorni delle aquile (Battle of Britain), regia di Guy Hamilton (1969)
- La papessa Giovanna (Pope Joan), regia di Michael Anderson (1972)
- Il cervello dei morti viventi (Nothing But the Night), regia di Peter Sasdy (1973)
- Il terrore viene dalla pioggia (The Creeping Flesh), regia di Freddie Francis (1973)
- Piccoli ladri di cavalli (Escape from the Dark), regia di Charles Jarrott (1976)

### Televisione
- The Quatermass Experiment - serie TV, 6 episodi (1953)
- Robin Hood (The Adventures of Robin Hood) – serie TV, episodi 2x11-2x30 (1956-1957)
- Hawaiian Eye – serie TV, episodio 1x01 (1959)
- The Texan - serie TV, 7 episodi (1959-1960)
- L'ispettore Gideon (Gideon's Way) - serie TV, 1 episodio (1964)
- Gioco pericoloso (Danger Man) - serie TV, 1 episodio (1965)
- Dixon of Dock Green - serie TV, 33 episodi (1964-1968)
- Agente speciale (The Avengers) - serie TV, 1 episodio (1969)
- Attenti a quei due (The Persuaders!) – serie TV, episodio 1x06 (1971)
- Doctor Who - serie TV, 4 episodi (1974)
- Un uomo in casa (Man About the House) - serie TV, 2 episodi (1973-1974)
- Poldark - serie TV, 4 episodi (1977)
- Il nido di Robin (Robin's Nest) - serie TV, 2 episodi (1977-1978)

## Doppiatori italiani
- Giorgio Capecchi in La carrozza d'oro, Il cargo della violenza
- Luigi Pavese in L'arciere del re
- Mario Pisu in Gli ammutinati del Bounty
- Nino Bonanni in Assassinio al galoppatoio
- Luca Ernesto Mellina ne Il cervello dei morti viventi